# الواحة (الكويت)
الواحة ، منطقة من مناطق محافظة الجهراء في الكويت. أطلق عليها هذا الاسم نسبة إلى منطقة قديمة تتبع حاليا الجهراء القديمة.